# Córdoba (México)
Córdoba es una ciudad mexicana ubicada en el centro del estado de Veracruz, cabecera del municipio homónimo. Es un importante punto del antiguo corredor comercial de la Ciudad de México al puerto de Veracruz. Está enclavada a la orilla de la cordillera montañosa de la Sierra Madre Oriental y en la parte sur de la región montañosa del estado de Veracruz.
Es también conocida como la Ciudad de los Treinta Caballeros ya que fue fundada por 30 miembros de familias importantes de la región, debido a que esperaban sumisión por parte de los esclavos de la nueva población y así evitar los asaltos de los cimarrones que huían de la esclavitud.
La ciudad presume de su importancia histórica, sus lugares y edificios coloniales, sus centros culturales, parques y su gastronomía. Forma parte con Fortín, Amatlán y  una zona metropolitana muy importante en la región de las Altas Montañas para conformar una gran área metropolitana junto con la ciudad de Fortín.

## Escudo

INSIGNIA REGIS VILLAE DE CORDUVA NOBILISSIMUN DECTIS QUIA CONCUPIVIT REX DECORE SUU "Porque el rey deseó su honra, el nobilísimo blasón de la Villa de Córdoba son las armas del rey". Escudo de la Villa de Córdoba en Veracruz, Nueva España.

La villa de Córdoba constituida el 26 de abril de 1618 durante el reinado de Felipe III fue honrada con su propio escudo en su magnificencia, extendido a los siguientes reinos:[cita requerida]
- 1.º Cuarto: Cuartelado con el Reino de León en el segundo y tercer cuartel y el Reino de Castilla en el primer y cuarto cuartel.
- 2.º Cuarto: Partido verticalmente con los reinos de Aragón y Sicilia.
- 3.º Cuarto: Tres líneas horizontales de gules y plata que representa al reino de Austria, bajo este el escudo de Borgoña antigua.
- 4.º Cuarto: De azul con lises de oro enmarcado de gules y plata acampanados que representa a Borgoña, bajo este un león de oro y sable que representa a Brabante.

## Historia

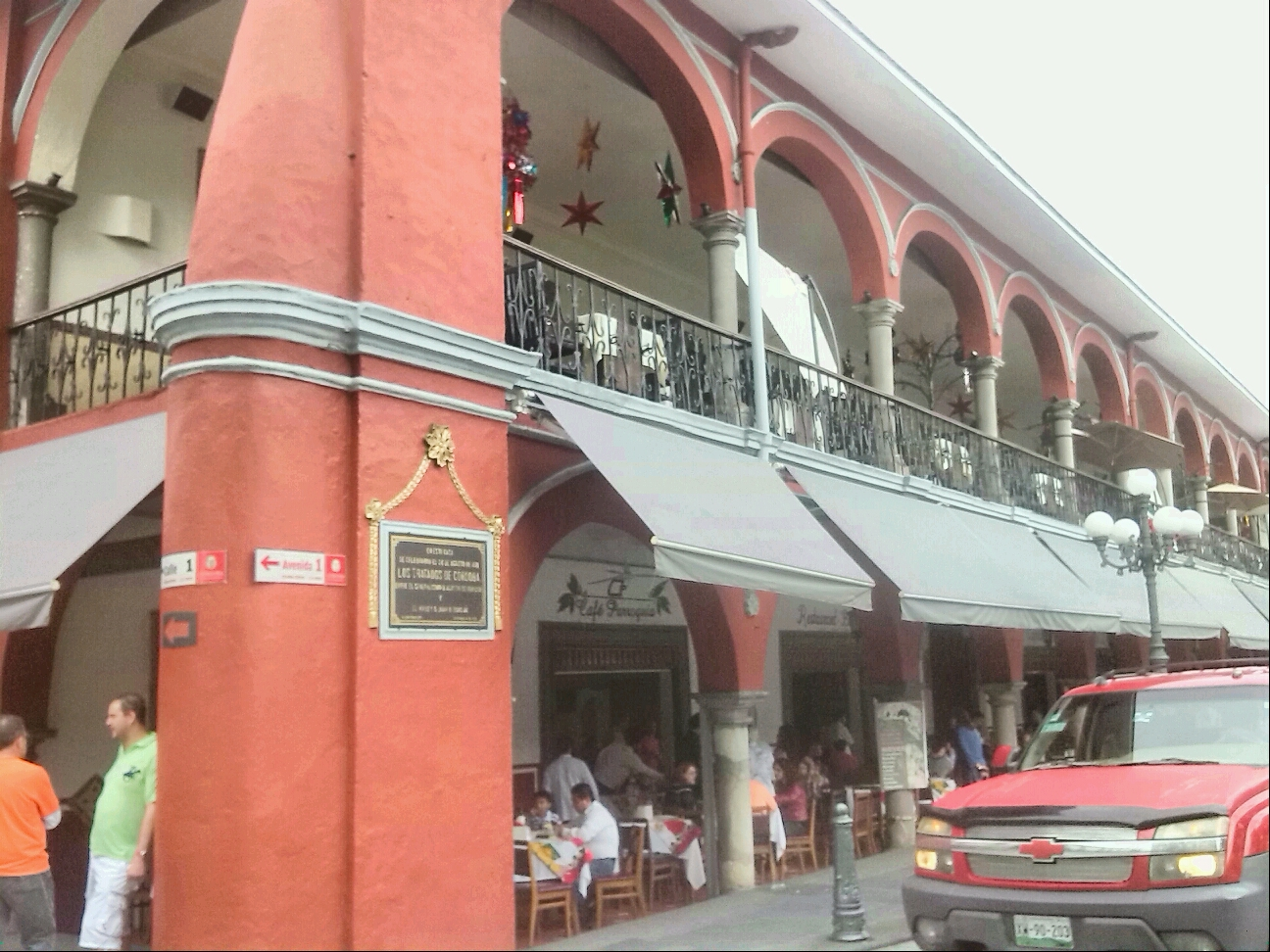
Casa donde se firmaron los Tratados de Córdoba

La historia de Córdoba puede guiarse a través de tres grandes sucesos: su fundación, la Batalla del 21 de mayo y la firma de los Tratados de Córdoba.
La fundación de Córdoba tuvo lugar en el año 1618 el día 26 de abril se conformó el primer Cabildo, posteriormente el 27 de abril se llevó a cabo la traza de la Villa de Córdoba, siguiendo las ordenanzas reales de Felipe III, este acto marcó un hito en la protección de los viajeros ante los ataques de los negros cimarrones y dio inicio al cultivo de la caña de azúcar, debido a que los esclavos huían de forma recurrente, tanto así que se fundó San Lorenzo de los Negros para apaciguar a los sublevados dirigidos por el Negro Yanga, por ello «se pensó en crear otra poblacion, para su completa sumision: de aquí nació la idea de fundar á Córdoba». Y dado que vivían en libertad había reportes de ataques de los negros cimarrones en el camino real en Veracruz-Orizaba-México. Otro de los factores que favorecieron a su fundación fue su ubicación geográfica (siendo escogido un lugar cerca de Amatlan de los Reyes llamado Lomas de Huilango) y el clima favorecedor a la práctica agrícola. Así, durante el siglo XVIII y cuando las reformas borbónicas cambiaron las divisiones territoriales, conocidas como provincias, a intendencias, Córdoba era una villa cabecera de la subdelegación homónima, perteneciente a la intendencia de Veracruz. Es interesante observar que la villa de Córdoba quedaba cerca de donde se producían los ataques de negros cimarrones, es decir, cerca del pueblo de San Lorenzo (que actualmente conocemos por Yanga).
Cuatro vecinos procedentes de Santiago Huatusco (región conocida como Quauhtochco, ahora municipio de Carrillo Puerto, es decir lo que ahora correspondería a las cercanías de San Juan de la Punta –Cuitláhuac, en la actualidad– y Cotaxtla –no confundir con San Antonio Huatusco–, que corresponde al municipio que conocemos actualmente): Don Juan Cristóbal de Miranda, Don García de Arévalo, Don Andrés Núñez de Illescas y Don Diego Rodríguez, solicitaron al Marqués de Guadalcázar, Diego Fernández de Córdoba, Virrey de la Colonia y a quien debe su nombre la ciudad, la fundación de Córdoba, autorizada por el rey de España Felipe III, el 29 de noviembre de 1617. El establecimiento de la población se realizó en las Lomas de Huilango por 30 jefes de familia, de ahí la histórica denominación de «Ciudad de los Treinta Caballeros».
A partir del siglo XVI en la que se atribuye a Treinta Caballeros –hombres de origen español– la fundación de la villa de Córdoba; por Cédula Real, se le concede además el título de villa; por lo que implicaba que la mayoría de la población sería de origen español. Los demás asentamientos, como serían: San Juan de la Punta, Amatlán, San Lorenzo, y otros que quedaran fuera de la villa de Córdoba, corresponderían a pueblos de indios.
En cuanto a la procedencia de sus fundadores, debe aclararse que no fue de San Antonio Otlaquiquistla o San Antonio Huatusco, al menos en su gran mayoría, como asientan los historiadores, ese error parte de la información dada por el doctor José Antonio Rodríguez Valero, en la cartilla histórica sagrada de la villa de Córdoba, que publicara en 1759 y a quien siguieran ciertos historiadores.
El investigador y genealogista orizabeño, Don Fernando de la llave Blagborne, descendiente directo de uno de los fundadores de la villa de Córdoba y del patricio de Ignacio de la llave, llevó un estudio a cabo que se titula "La fundación de la villa de Córdoba y Genealogía de los 30 fundadores" estos eran 17 españoles,11 criollos y 2 de origen portugués.
| Nombre                      | Lugar de origen                          |
| --------------------------- | ---------------------------------------- |
| García de Arévalo           | San Juan Coscomatepec (origen español)   |
| Andrés Núñez de Illescas    | San Juan Coscomatepec (Criollo)          |
| Juan de Miranda             | San Juan Coscomatepec (Criollo)          |
| Diego Rodríguez             | San Juan Coscomatepec (Origen Español)   |
| Alfonso de Molina           | Puebla de los Ángeles (Origen Español)   |
| Alfonso Galván              | Coatepec (Origen Español)                |
| Juan Francisco              | Cholula (Criollo)                        |
| Francisco Pérez             | Puebla de los Ángeles (Criollo)          |
| Pedro González de Araujo    | Acatzingo (Criollo)                      |
| Pedro Fernández de Castillo | San Juan Coscomatepec (Origen Español)   |
| Juan Granados               | Orizaba (Origen Español)                 |
| Diego Díaz                  | Amozoc (origen portugués)                |
| Juan Moreno                 | Ciudad de México (Criollo)               |
| Fernando de Arellano        | Puebla de los Ángeles (Origen Español)   |
| José Brito Lomelín          | Tepeaca (Origen Español)                 |
| Juan Cid                    | Zongolica (Origen Español)               |
| Pedro Rodríguez             | Orizaba (Criollo)                        |
| Antonio López               | Puebla de los Ángeles (Criollo)          |
| Juan García de Valero       | Puebla de los Ángeles (Origen Español)   |
| Manuel Fernández            | San Juan Coscomatepec (Origen portugués) |
| Baltazar Blanco             | San Antonio Huatusco (Origen Español)    |
| Nicolás Blanco              | San Antonio Huatusco (Origen Español)    |
| José Blanco                 | San Antonio Huatusco (Origen Español)    |
| Marcos Blanco               | San Antonio Huatusco (Origen Español)    |
| Cristóbal de Miranda        | San Juan Coscomatepec (Origen Español)   |
| Andrés Chacón               | San Antonio Huatusco (criollo)           |
| Juan Moreno                 | Puebla de los Ángeles (criollo)          |
| Agustín de Alcalá           | Puebla de los Ángeles (Origen Español)   |
| Martin Fernández            | Atlixco (Criollo)                        |
| Antonio Brito Lomelín       | (Tepeaca Origen Español)                 |
| Alfonso García Arévalo      | San Juan Coscomatepec (Origen Español)   |

Su desarrollo como zona comercial le fue creando cierta importancia: tanto la ubicación geográfica y su cercanía con el puerto de Veracruz así como los constantes intercambios con los alrededores se la fueron creando. Durante el Porfiriato, y como consecuencia del auge del comercio del café a finales del siglo XIX, Córdoba adquirió mayor importancia económica y esto se vio reflejado en el paso del primer ferrocarril de la República que enlazaba directamente al puerto de Veracruz con la Ciudad de México. Antes de este suceso su participación activa en varias guerras y luchas internas, entre ellas la de Independencia le dio un realce que desembocó en su participación en la firma de los Tratados de Córdoba, en la Guerra de Intervención Estadounidense, la Revolución. La Batalla de Córdoba (1821), que, se reitera, fue la última batalla por la Independencia y gestada un 21 de mayo del año mencionado hace que cada año, en esa misma fecha, actualmente sea celebrada como día festivo local.
Durante la guerra de Independencia en 1821; los cordobeses hicieron resistencia a las fuerzas realistas del coronel Francisco Hevia, en defensa del Plan de Iguala y del Ejército Trigarante. El 24 de agosto de 1821, se reunieron en la población cordobesa: Agustín de Iturbide, Jefe del Ejército Trigarante y Juan O'Donojú, último virrey de la Nueva España, para firmar Los Tratados de Córdoba, mediante los cuales se daba fin a la guerra de Independencia. Por esta razón se le llama Córdoba, Cuna de la Libertad de México.[cita requerida]
Por decreto de 29 de noviembre de 1830 se le otorgó categoría política de Ciudad; por decreto de 1880 se le concede el título de Heroica debido a la defensa ante las fuerzas realistas españolas.
Fue capital del Estado entre 1916 y 1920, en tiempo de los gobernadores Miguel Aguilar, Adalberto Palacios y Cándido Aguilar.
Al crearse el municipio de Fortín en 1930, Córdoba contribuyó con las congregaciones Monte Blanco, Zapoapita y Tlacotengo.

## Geografía
Córdoba se ubica a 980 m sobre el nivel del mar y en la zona montañosa hasta 1314 m. Goza de un clima semicálido; cálido en primavera con temperaturas promedio de 28 °C y lluvias en verano con algunas tormentas que no afectan en absoluto a la ciudad debido a sus desagües naturales. Los otoños son suaves con algunos vientos y no llegan a afectarle seriamente los huracanes debidos a su ubicación al margen de las «altas montañas». El invierno es fresco con una temperatura promedio de 12 °C.

### Zona metropolitana
Córdoba forma parte de una zona metropolitana junto con los municipios de Amatlán de los Reyes, Fortín y Yanga. La población total de la zona metropolitana sumó 335 950 habitantes en el año 2020 en una extensión de 460.4 km².

### Zona arqueológica
Negra.

### Clima
Su clima es cálido con una temperatura promedio de 21 °C, aunque llega a oscilar entre los 38 °C y 12 °C; su precipitación pluvial media anual es de 1800 mm, presente en verano y principios de otoño, con un clima fresco en invierno.[cita requerida]
| Parámetros climáticos promedio de San Miguelito, Córdoba, Veracruz | Parámetros climáticos promedio de San Miguelito, Córdoba, Veracruz | Parámetros climáticos promedio de San Miguelito, Córdoba, Veracruz | Parámetros climáticos promedio de San Miguelito, Córdoba, Veracruz | Parámetros climáticos promedio de San Miguelito, Córdoba, Veracruz | Parámetros climáticos promedio de San Miguelito, Córdoba, Veracruz | Parámetros climáticos promedio de San Miguelito, Córdoba, Veracruz | Parámetros climáticos promedio de San Miguelito, Córdoba, Veracruz | Parámetros climáticos promedio de San Miguelito, Córdoba, Veracruz | Parámetros climáticos promedio de San Miguelito, Córdoba, Veracruz | Parámetros climáticos promedio de San Miguelito, Córdoba, Veracruz | Parámetros climáticos promedio de San Miguelito, Córdoba, Veracruz | Parámetros climáticos promedio de San Miguelito, Córdoba, Veracruz | Parámetros climáticos promedio de San Miguelito, Córdoba, Veracruz |
| Mes                                                                | Ene.                                                               | Feb.                                                               | Mar.                                                               | Abr.                                                               | May.                                                               | Jun.                                                               | Jul.                                                               | Ago.                                                               | Sep.                                                               | Oct.                                                               | Nov.                                                               | Dic.                                                               | Anual                                                              |
| ------------------------------------------------------------------ | ------------------------------------------------------------------ | ------------------------------------------------------------------ | ------------------------------------------------------------------ | ------------------------------------------------------------------ | ------------------------------------------------------------------ | ------------------------------------------------------------------ | ------------------------------------------------------------------ | ------------------------------------------------------------------ | ------------------------------------------------------------------ | ------------------------------------------------------------------ | ------------------------------------------------------------------ | ------------------------------------------------------------------ | ------------------------------------------------------------------ |
| Temp. máx. abs. (°C)                                               | 35.0                                                               | 40.0                                                               | 42.0                                                               | 42.0                                                               | 43.0                                                               | 39.0                                                               | 36.0                                                               | 37.5                                                               | 36.0                                                               | 36.0                                                               | 35.0                                                               | 37.0                                                               | 43.0                                                               |
| Temp. máx. media (°C)                                              | 24.5                                                               | 25.3                                                               | 28.8                                                               | 31.0                                                               | 31.7                                                               | 30.2                                                               | 29.0                                                               | 29.8                                                               | 29.2                                                               | 28.1                                                               | 26.1                                                               | 25.0                                                               | 28.2                                                               |
| Temp. media (°C)                                                   | 18.8                                                               | 19.5                                                               | 22.2                                                               | 24.4                                                               | 25.4                                                               | 24.7                                                               | 23.7                                                               | 24.1                                                               | 23.9                                                               | 22.9                                                               | 21.1                                                               | 19.6                                                               | 22.5                                                               |
| Temp. mín. media (°C)                                              | 13.1                                                               | 13.7                                                               | 15.6                                                               | 17.8                                                               | 19.1                                                               | 19.2                                                               | 18.4                                                               | 18.3                                                               | 18.6                                                               | 17.8                                                               | 15.9                                                               | 14.2                                                               | 16.8                                                               |
| Temp. mín. abs. (°C)                                               | 4.0                                                                | 3.0                                                                | 6.0                                                                | 8.0                                                                | 10.0                                                               | 10.0                                                               | 10.0                                                               | 12.0                                                               | 1.9                                                                | 8.9                                                                | 7.0                                                                | 5.0                                                                | 1.9                                                                |
| Precipitación total (mm)                                           | 43.4                                                               | 46.5                                                               | 53.9                                                               | 58.5                                                               | 138.2                                                              | 392.1                                                              | 443.9                                                              | 354.6                                                              | 472.1                                                              | 217.1                                                              | 88.7                                                               | 54.9                                                               | 2363.9                                                             |
| Días de precipitaciones (≥ 1 mm)                                   | 9.0                                                                | 7.6                                                                | 6.0                                                                | 6.9                                                                | 9.9                                                                | 18.2                                                               | 20.9                                                               | 20.7                                                               | 20.2                                                               | 15.5                                                               | 10.3                                                               | 8.6                                                                | 153.8                                                              |
| Fuente: Servicio Meteorológico Nacional                            |                                                                    |                                                                    |                                                                    |                                                                    |                                                                    |                                                                    |                                                                    |                                                                    |                                                                    |                                                                    |                                                                    |                                                                    |                                                                    |

### Fauna
Se desarrolló una fauna integrada por poblaciones de mamíferos silvestres como: conejos, ardillas, armadillos, mapaches, tlacuaches, zorros, cacomixtles, tuzas, tejones (llamados coatíes en Sudamérica; nombre científico Nasua), temazates, martas o martuchas, coaqueches (agutíes), ratas de campo; aves como: paloma huilota (Zenaida macroura), codornices, tordos, gavilanes, golondrinas, picos canoas y pericos verdes; y reptiles como teteretes (Basiliscus vittatus), coralillos (Micruroides euryxanthus euryxanthus), mazacuatas (boas), tepochos, nauyacas (también llamadas «palancas» o «palancacoatl», ‘víbora que pudre la carne’ debido a su veneno necrosante que destruye los tejidos; su nombre científico es Bothrops asper).

## Demografía
De acuerdo con el Censo de Población y Vivienda realizado en marzo de 2020 por el Instituto Nacional de Estadística y Geografía (INEGI), en Córdoba había un total de 139 075 habitantes, 74 465 mujeres y 64 610 hombres. En la ciudad había alrededor de 43 175 viviendas habitadas.

## Fiestas y tradiciones
- Festival de Danza Córdoba: Se realiza cada 2 años en diferentes recintos de la ciudad de Córdoba, aunque ya se ha extendido a Veracruz y Xalapa como gala especial. Es parte del Youth America Grand Prix y atrae a representantes de las mejores escuelas de danza a nivel mundial.[20]
- Festival Emilio Carballido: Se realiza cada año en el mes de agosto en honor al Dramaturgo cordobés Emilio Carballido Fentanes. En el marco de dicho festival se realizan presentaciones de libros, orquestas, ópera, danza, baile, pintura, cine, y fotografía.[21]
- Festival Tratados de Córdoba: Se realiza cada año en celebración de la firma de los tratados que le dieron la libertad a México de España. Sus sedes principales son el Teatro Pedro Díaz y el centro cultural Los Portales.
- Festival Internacional de Jazz (anual).
- Festival Internacional de Folklore (anual).
- Feria de Córdoba: cada año en el mes de mayo, conmemorando la Heroica Defensa de Córdoba efectuada en 1821.
- Festival de la Flor de Izote (cada año en el mes de mayo).
- Festival de Día de Muertos (octubre - noviembre).

## Recintos culturales
- Teatro Pedro Díaz
- Arena Córdoba
- Museo de Antropología
- Galería de arte contemporáneo del exconvento de Santa Rosa de Lima
- Centro Cultural Los Portales
- Museo de Palmillas
- Galería Emilio Nava
- Casa de la Cultura de Córdoba "Jorge Cuesta"
- USBI Córdoba
- Auditorio Dr. Manuel Suárez
- Auditorio Paso Coyol
- Auditorio IMSS
- Museo del Café

## Educación

### Universidades de importancia
- Universidad Anáhuac Campus Córdoba-Orizaba
- UV - Universidad Veracruzana
- UPV - Universidad Pedagógica Veracruzana (1979). Para Profesores en Servicio.
- UGMEX Campus Córdoba

## Economía
Córdoba está edificada estratégicamente entre el puerto de Veracruz y la capital del país, y su área de influencia abarca desde Huatusco hasta Tuxtepec y Tierra Blanca, donde confluyen alrededor de 1 millón de habitantes, lo que ha convertido a la ciudad en el núcleo regional comercial.
La actividad agroindustrial incluye la avicultura y los cultivos de la caña de azúcar, café, anturio, heliconia, plátano, mango, frijol, maíz y la palma camedor. La industria cafetalera es una de las más importantes del país. Cuenta con industrias aceiteras y productoras de chocolate.
Cuenta con empresas de sede nacional e internacional y cabe destacar que también se encuentran industrias del plástico, embotelladoras y metalúrgicas. En la zona de Potrero Nuevo existen madereras e ingenios.
En el Mercado Revolución construido en los años 1950 (el mercado más antiguo de todo el estado) donde se comercia carnes, pollo, pescado, frutas y verduras.
Entre las actividades económicas más importantes de la ciudad y sus alrededores, es la cosecha y producción de café.

### Introducción del café a América
Hasta principios del siglo XVII, el café fue un artículo de importación en el Nuevo Mundo. En el año 1715 se inició el cultivo del café en Haití y Puerto Domingo. A partir de esta fecha el cultivo del café se extiende a los países cuyo clima es propicio. En Brasil el cultivo se inició en 1732, en Cuba en 1745, en Venezuela en 1735 y en México en 1775.
Córdoba, es reconocida por los cronistas como el lugar en donde se realizó la primera plantación de café en la región. José Antonio Gómez de Guevara es quien tiene el mérito de haber traído los primeros granos de café a México, y las primeras plantaciones se hicieron en la Hacienda de Guadalupe.
En 1808, el presbítero José Santiago Contreras y el Párroco Andrés Domínguez sembraron en Coatepec y Teocelo en el estado de Veracruz unas semillas traídas de Cuba por otro español, don José Arias. En 1809 se realiza la primera plantación en la ciudad de Xalapa, Veracruz; el mismo año Don Jaime Salvet inicia el cultivo del café en Cuernavaca y Yautepec, en el estado de Morelos. Hoy día, las bien cuidadas plantaciones producen un grano de calidad, reconocido internacionalmente.
Muy pronto, comenzó la exportación de café de Córdoba a España. En 1802, salieron por el Puerto de Veracruz 272 quintales (quintal es una vieja medida castellana equivalente a 57.5 kg.), 493 quintales en 1804, en el año 1825 la exportación bajó a 33 quintales, y en el año 1826 a 20. No se tienen datos fidedignos de los otros años. En la actualidad el café mexicano se ubica en un buen lugar dentro del mercado internacional, después de más de un siglo de tradición y experiencia en su cultivo.

## Gastronomía
La gastronomía cordobesa es muy variada ya que cuenta con gran variedad y diversidad que va desde lo regional hasta la cocina extranjera.

## Vías de comunicación
La ciudad cuenta con la TAC (Terminal de Autobuses Córdoba), la cual ofrece recorridos a múltiples destinos gracias a la excelente ubicación geográfica de la ciudad, la cual facilita las relaciones comerciales con ciudades como Veracruz, Puebla y Ciudad de México.

### Empresas transportistas
- Autobuses de Oriente: Ofrece viajes en diferentes clases (Primera, Gran Lujo y Platino) a la Ciudad de México, Veracruz, Puebla y algunos sitios turísticos en 16 estados de la república.
- Autobuses Unidos: Generalmente, con recorridos hacia zonas circunvecinas del centro de Veracruz, como Orizaba, Puebla, Chiapas, entre otros.
- Ómnibus Cristóbal Colón: Transporte en 9 estados del país y Ciudad de México.
- Línea Estrella de Oro: En 7 estados del país y Ciudad de México.
- Astro Plus: Empresa local con recorridos a ciudades como Orizaba, Xalapa, Fortín, Tezonapa entre otros.
- Galaxy: Empresa local con corridas a Tierra Blanca, Tezonapa y Omealca.

### Aeródromo
El aeródromo es utilizado para hacer vuelos regulares en avioneta, jets y helicópteros, está ubicado en el camino a Naranjal, al suroeste de la ciudad.

### Radio
Estaciones de radio en Córdoba, Veracruz
La ciudad cuenta con las siguientes estaciones de radio.
Frecuencia Modulada
| Frecuencia MHz | Estación | Nombre            | Ubicación del transmisor | Potencia kW | Operador                                               |
| 88.1           | XHDZ-FM  | Retro FM          | Col. Centro              | 25          | Grupo Radiorama                                        |
| 89.5           | XHFTI-FM | La Lupe           | Fortín de las Flores     | 60          | Multimedios Radio                                      |
| 91.3           | XHPT-FM  | Exa FM            | Cerro de San Juan        | 30          | Radio Comunicaciones de las Altas Montañas / MVS Radio |
| 92.1           | XHPG-FM  | La Mejor          | Cerro de San Juan        | 49.95       | Radio Comunicaciones de las Altas Montañas / MVS Radio |
| 94.5           | XHYV-FM  | El Patrón         | Col. Centro              |             | Grupo Oliva Radio                                      |
| 96.1           | XHSIC-FM | La Bestia Grupera | Col. Centro              | 25          | Grupo Radiorama                                        |
| 98.3           | XHRAF-FM | Radio Banana      | Rafael Delgado           |             | Radio Banana                                           |
| 102.1          | XHAG-FM  | Globo             | Cerro de San Juan        | 30          | Radio Comunicaciones de las Altas Montañas / MVS Radio |
| 104.5          | XHEVC-AM | W Radio           | Pueblo de las Flores     | 2.5d/.1n    | Radio Cañón / Radiópolis                               |
| 107.5          | XHKG-AM  | Los40             | Pueblo de las Flores     | 2.5d/.1n    | Radio Cañón / Radiópolis                               |

## Catedral de Córdoba
La catedral de la Inmaculada Concepción, anteriormente conocida como el de la Purísima es un templo católico de estilo ecléctico con arquitectura barroca y neoclásica que inicio su construcción en 1621, tiene dos torres del campanario de dos pisos que fueron hechas en épocas diferentes y es la iglesia de dos torres más alta del estado, pinturas atribuidas a Salvador Ferrando y consta de una cúpula octagonal adornada con azulejos poblanos.
La fachada principal que tiene dos cuerpos y un gablete es neoclásica, de orden jónico con elementos franceses y toscanos, su interior que está detallado con laminilla de oro y se encuentra la milagrosa imagen de la Virgen de la Soledad patrona de la ciudad, la capilla del sagrario es de plata finamente trabajada que es una orfebrería traída de Bélgica, carente de cimborio y tabernáculo y un altar mayor dorado brillante y recargado.
Con una planta basilical de cruz latina, de tres naves y con deambulatorio es el templo más grande de la ciudad y uno de los más grandes del estado.

## Urbanismo

### Edificios históricos
Los monumentos arquitectónicos de la ciudad de Córdoba son los siguientes:
- Palacio Municipal de Córdoba Veracruz: Bella construcción de arquitectura neoclásica con un estilo toscano florentino con influencia francesa, es un edificio que data de la época porfirista suplantando a las antiguas casas reales, cuenta con veintiún arcos que simbolizan la heroica batalla del 21 de mayo. Anteriormente manifestaba unas cúpulas de zinc, pero en su remodelación se eliminaron y se cambió el remate central por una diana neoclásica. En su interior se encuentra el archivo municipal que es uno de los mejor conservados del país, también se encuentra el mural CÓRDOBA PARA SIEMPRE del pintor Jaime Sanchez Nava pintado en el año 2010.
- Edificio Portal Zevallos (Antiguo Palacio de los Condes de Zeballos): Su propietario original era el capitán José Manuel de Zevallos y conserva un estilo colonial predominando la piedra, la arquería y el barro, es el edificio más importante de la ciudad debido a que ha sido escenario de hechos históricos, el más importante la firma de los Tratados de Córdoba y se le considera un monumento nacional. En su interior alberga en un hermoso mosaico la frase que Agustín de Iturbide pronunciara antes de la firma de los Tratados «Supuesta la buena fé y la armonía con que nos conducimos en este negocio, creo que será muy fácil, cosa que nos desatemos el nudo sin romperlo», también fue cuartel de Venustiano Carranza. Actualmente alberga un famoso restaurante en el que se puede disfrutar la vista al palacio municipal y al parque 21 de Mayo mientras se disfruta del tradicional café cordobés.
- Ex-casino Español: Fue construido a finales del siglo XIX, es uno de los primeros ejemplos de Art Nouveau en México ya que tiene una arquitectura caribeña francesa muy detallada, fue una sucursal de una institución bancaria hasta 2014 que se dividió en dos partes un salón cultural y el museo del café. También se encuentran las oficinas de turismo.
- Portal de La Gloria: Fue creado entre los siglos XVII y XIX y tiene un estilo colonial, está conformado por tres edificios los cuales alberga cada uno el museo de la ciudad, la biblioteca municipal y la casa de la cultura. También es conocida como La Favorita debido a que distinguidos personajes de la historia escogían este portal para hospedarse: Agustín de Iturbide, Maximiliano y Carlota, el Presidente Benito Juárez y Salvador Novo.
- Edificio de la Notaría Pública núm. 4: Es un edificio colonial con un toque de estilo barroco y se le considera la primera notaría pública de la ciudad. Fue fundada en 1919 y es uno de los pocos edificios antiguos que están en uso.
- Edificio Plaza Jardin: Construido a principios del siglo XX ubicada junto al parque 21 de Mayo fue la primera plaza comercial de la ciudad también se le conoce como Edificio Latino.
- Ex convento de Santa Rosa de Lima: Este convento se construyó inicialmente por Ana Francisca de Irivas pero nunca se terminó, después el virrey Miguel José de Azanza logró concluir el plantel de educación religiosa, es un edificio histórico porque se expidió la Constitución Política del Estado de Veracruz, esto sucedió cuando Córdoba fue capital del estado el 24 de agosto de 1917.
- Parroquia de San Miguel Arcángel: Es la iglesia que ha cambiado su estructura a lo largo de la historia en la ciudad, es de estilo neogótico y consta de dos torres que son las segundas más altas de la ciudad detrás de las de la catedral.
- Ex-Convento de San Antonio: Es un templo considerado único en la nación además debido a que tiene dos bóvedas planas, fue construida en 1686 por lo que la convierte en la iglesia más antigua de la ciudad, fue utilizada como convento franciscano pero años más tarde se usó como cuartel militar, después albergó la estación de bomberos y finalmente volvió a funcionar como iglesia.
- Palacio Fernández: Es un edificio que data de la época del porfiriato y la casa del peregrino como también se le conoce se fundó en 1927.
- Parroquia de San José: De estilo barroco solo consta de una torre. En su construcción hubo un incendio que derrumbó gran parte de su arquitectura. Actualmente gran parte del templo tiene una construcción moderna debido a que se perdió gran parte de la estructura original.
- Iglesia de San Sebastián: Tiene influencia francesa y su cúpula está hecha de bronce, además en su interior se venera al Niño de las Suertes. Fue utilizada como cuartel militar del ejército de Francisco I. Madero pero regresó al culto años más tarde perdiendo sus altares.
- Edificios históricos del Barrio de la Estación.
- Teatro Pedro Díaz: Este teatro se edificó en 1889 y se inauguró en 1896 manteniendo su decoración original hasta 1905, fue remplazado por columnas sobre pedestales y con una diana neoclásica en el remate, su fachada no es perpendicular a su eje debido a que tiene un estilo herradura propia del Porfiriato.
- Edificio Cihuatl
- Casa Penagos: Casa que perteneció a la familia Penagos; data de la era porfirista.

### Edificios modernos
Algunos edificios modernos son los siguientes:
- Torre ejecutiva Telmex: Es un rascacielos de 15 pisos y 80 m de altura, sirve como antena de radio-comunicaciones y es el edificio más alto de la ciudad colocando a Córdoba dentro de las ciudades del estado de Veracruz con su propio rascacielos.[cita requerida]
- Edificio El Ejecutivo: Es una muestra del gran desarrollo de la ciudad, tomando la arquitectura de los edificios de departamentos en la Ciudad de México provocó un gran cambio del horizonte de Córdoba, este edificio hasta hoy en día alberga tiendas, inquilinos y trabajadores.
- Torre médica del hospital Covadonga: Ubicado en la Colonia San José, fue terminado en el 2014 y es uno de los edificios más modernos de la ciudad por su arquitectura y por ser el único en la región con helipuerto en su techo.
- Centro de diagnóstico médico de Córdoba: Ubicado en la Colonia San José, es un bello ejemplo de arquitectura moderna de la ciudad.
- Nuevo edificio del Servicio de Administración Tributaria: Terminado en 2016 muestra de arquitectura del siglo XXI.
- Torre K: Terminado a finales del 2018 ya en pleno uso y funciones albergando una cafetería.

### Monumentos históricos
Los monumentos escultóricos son los siguientes:
- Obelisco erigido en memoria de la batalla del 21 de mayo: Monumento que se encuentra en el parque 21 de mayo y que conmemora a los que defendieron a la villa de Córdoba en esa heroica fecha. Fue mandado a hacer a Italia por el entonces alcalde Dr. Enrique Herrera Moreno.
- Obelisco erigido en memoria de la CASA QUEMADA: Monumento que se encuentra en el lugar donde estaba la Casa Quemada y que conmemora los que defendieron ese lugar en esa heroica fecha. Al fondo del obelisco está una inscripción grabada en un muro y dice: EN MEMORIA DE QUIENES EN ESTE LUGAR SACRIFICARON SU VIDA POR LA INDEPENDENCIA DE MÉXICO.

Además de los monumentos de los héroes de la historia como Don Benito Juárez, Agustín de Iturbide, Miguel Hidalgo y Costilla, Francisco I. Madero y de los personajes importantes locales como Francisco Hernández y Hernández, Francisco J. Krill y Ramón Mena Isassi.
- Ciudadano Lector: Monumento que se encuentra en el parque 21 de mayo dedicado al fundador del primer periódico de la ciudad.
- Arco de Shangri-la: Glorieta que enmarca la entrada oeste de la ciudad.
- Glorieta de la Araucaria: Glorieta ubicada en la intersección del Boulevard Fundadores de Córdoba con la Calzada Morelos; consiste en una roca de 3 m de altura enmarcada por una fuente con iluminación escénica y un enorme árbol de araucaria.

### Parques y plazas
Los parques de la ciudad son los siguientes:
- Parque 21 de Mayo (vista nocturna).
- Parque San José.
- Parque Francisco I. Madero.
- Parque V Centenario.
- Parque San Miguel.
- Parque Santa Rita de Cassia.
- Plaza cívica Benito Juárez.

los parques naturales y de libre esparcimiento son los siguientes:
- Alameda Rafael Murillo Vidal.
- Parque ecológico Paso Coyol.
- Paseo del río San Antonio.

- Parque de San José: Es un parque donde se encuentran juegos infantiles, una pista de patinaje, un pequeño teatro al aire libre y unos monumentos como el de las madres y un busto de Venustiano Carranza además de la iglesia que lleva el mismo nombre del parque.
- Parque ecológico Paso Coyol: Es un parque ecológico, tiene una variedad de vegetación como los árboles de coyol (de ahí viene el nombre del parque) cuentan con juegos rústicos y amplias áreas verdes. En el parque se encuentra un edificio con salas de audiovisuales y de conferencias para temas ecológicos.
- Paseo del río San Antonio: Es un paseo debajo de un puente. Se puede disfrutar la naturaleza y la vegetación tropical, además del mismo río.
- Alameda Murillo Vidal: Es un paraje de enorme belleza ubicado a las afueras de la ciudad en la colonia Toxpan, misma donde se encuentran las ruinas arqueológicas del mismo nombre.
- Plaza cívica en honor a Don Benito Juárez: Se encuentra en la avenida 11 y calle 21.
- Plaza del V Centenario: Fue construido en 1992 en recuerdo de los 500 años del descubrimiento de América, frente a la plaza hay varios portales y atrás hay un parque público. Se colocó en frente de los portales la pequeña locomotora que pasaba en la vía del Huatusquito.

### Barrios históricos
Los barrios históricos de la ciudad son los siguientes:
- Barrio de Las Estaciones: A principios del siglo XX fue un punto importante en la ciudad de Córdoba ya que al ser un punto obligado y punto neurálgico entre la Ciudad de México y el puerto de Veracruz cambió la arquitectura de la ciudad con edificios modernos convirtiéndola en una zona prestigiada de comercio y turismo incluso se rodó una escena de la película mexicana El Esperado Amor Desesperado de 1975, sus edificios históricos son el antiguo Hotel "El Pasaje" y "El Imperial" también el edificio terminal de la antigua estación, sin embargo actualmente se encuentran en el abandono.
- Barrio de San Sebastián: Es el barrio más antiguo de la ciudad y lleno de historia debido a que hay se libró la batalla del 21 de mayo.[cita requerida] Tiene monumentos arquitectónicos como la iglesia de San Sebastián y el edificio de La notaria pública.
- Barrio de La Pitayitas y Colonia México: Es un barrio colorido y lleno de casas antiguas además de tener monumentos arquitectónicos como el Palacio Fernández y las demás casas de estilo colonial, al fondo se encuentran zonas habitacionales y el estadio del Beisborama, siendo la colonia México donde se encuentra dicho estadio.

### Estadios y lugares de recreación
- Estadio "Beisborama": Sede del equipo de béisbol Cafeteros de Córdoba de la Liga Invernal Veracruzana. Aquí se han llevado a cabo encuentros de este deporte y además es utilizado en ocasiones para conciertos, reuniones, etc.
- Auditorio Dr. Manuel Suárez: Es el principal auditorio de la ciudad ubicado en el campus de la ESBAO con capacidad de 1000 personas.
- Rafael Murillo Vidal: Estadio de fútbol con capacidad de 3900 personas, es casa de los equipos de 2.ª División Patriotas de Córdoba y Tiburones Rojos de Córdoba, este estadio ha albergado encuentros importantes como el pre-mundial femenil sub-20, las finales de la ya mencionada 2.ª División y algunos encuentros de liga TDP. Actualmente se encuentra en remodelación.
- Auditorio Paso Coyol: Ubicado en el parque ecológico Paso Coyol.
- Gimnasio «El Mexicano»: estadio de basquetbol con capacidad de 1393 espectadores, fue casa del equipo Halcones UV Córdoba. Actualmente se utiliza para distintas modalidades de deporte, un torneo reciente fue el estatal de taekwondo, también en algunas ocasiones eventos de primaria de handball.
- Casino Español: Estadio ubicado en la zona del Club Campestre Cordobés de fútbol, tenis y otras disciplinas; aquí se han llevado a cabo torneos internacionales de tenis y de natación. Recientemente se desarrolló el Torneo Internacional de Dobles y Singles en la categoría infantil y juvenil.
- Arena Córdoba: Se encuentra ubicado atrás del Gimnasio «El Mexicano», ahí se jugaron los partidos de voleibol en los Juegos Centroamericanos y del Caribe Veracruz 2014.

## Leyendas
Entre las principales y más extraordinarias leyendas que se cuentan sobre esta ciudad están las de La mulata de Córdoba, que trata sobre cómo una mujer de origen mulato huye de la Inquisición.
La Virgen de la Soledad, La mascarón y el gallo de oro, El callejón de Lourdes, El pozo colorado, El ángel del teatro Pedro Díaz, y muchas otras que gozan de gran misticismo, tragedias y sucesos que se han mantenido como parte de lo que ha vivido la ciudad de Córdoba desde su fundación hasta nuestros días.
Hay que considerar que las leyendas también son reflejo de las expresiones sociales de sus habitantes. El caso de la mulata de Córdoba es posiblemente reflejo de una reivindicación social, ya sea del sector mulato o del sector femenino, pues en tiempos de la colonia –época correspondiente a la leyenda– estos dos grupos tenían jerarquías menores a otras castas, o en el caso de las mujeres, al sector masculino. Vale la pena que se conozca sobre las leyendas.

## Festividades
- El 19 de marzo se celebra a San José.
- El 21 de mayo también se celebra para recordar la epopeya ocurrida en este lugar y que dio a la ciudad de Córdoba el título de Heroica. Generalmente se instalaba una feria industrial y comercial, se efectúa un desfile deportivo y cívico con distintas organizaciones tanto escolares como empresas de la ciudad y demás; así como muchos otros eventos tanto recreativos, deportivos y culturales, en los cuales toman parte todos los sectores de la población.
- El 24 de agosto se celebran los Tratados de Córdoba con eventos culturales. El 24 de agosto de 2011 se cumplió el 190 aniversario y el 24 de agosto de 2021 se cumplió su segundo centenario.
- El 8 de diciembre se celebra la fiesta en honor a la Inmaculada concepción, patrona del lugar.

## Presidentes municipales
- (2022-2025):  Juan Martínez Flores
- (2018-2021):  Leticia López Landero
- (2014-2017):  Jaime Tomás Ríos Bernal
- (2011-2013):  Francisco Portilla Bonilla
- (2008-2011):  Juan Antonio Lavín Torres
- (2005-2007):  Francisco Portilla Bonilla
- (2001-2004):  Hugo Fernández Bernal
- (1998-2000):  Armando Croda de la Vequia
- (1995-1997):  Jaime Tomás Ríos Bernal

## Hermanamientos
La ciudad de Córdoba está hermanada con las siguientes ciudades alrededor del mundo:
- Córdoba, España (1980).[23][24]
- Chillicothe, Estados Unidos (1992).[25]
- Baton Rouge, Estados Unidos (2002).[26]
- Abasolo, México (2010)[27][28][29]
- Texhuacán, México (2019)[30]
- La Paz, México 2020.[31]
- Uriangato, México 2021.[32]

1. México Mazatlan (2021)[32]

- Dolores Hidalgo, México 2021.[32]
- Córdoba, Argentina (2021)[24]
- Córdoba, Colombia (2021)[24]
- Teotihuacán de Arista, México (2021)[33]